# مايكل فراي
مايكل فراي (بالألمانية: Michael Frey) (مواليد 19 يوليو 1994) هو لاعب كرة قدم سويسري ، يجيد اللعب في مركز الهجوم ، ويلعب أيضًا كمهاجم ثاني ولاعب خط وسط مهاجم ، ويلعب حاليًا لنادي يانغ بويز السويسري.

## روابط خارجية
- مايكل فراي على موقع قاعدة بيانات كرة القدم.إي يو (الإنجليزية)
- مايكل فراي على موقع ليكيب (الفرنسية)
- مايكل فراي على موقع Soccerway.com (الإنجليزية)
- مايكل فراي على موقع عالم كرة القدم.نت (الإنجليزية)
- مايكل فراي على موقع AS.com (الإسبانية)

- Michael Frey